# グリア (サウスカロライナ州)
グリア（英: Greer）は、アメリカ合衆国サウスカロライナ州北西部のグリーンビル郡とスパータンバーグ郡に跨る都市である。人口は3万5303人（2020年）。
グリーンビル郡に入っている部分はグリーンビル・アンダーソン・モールディン都市圏に属しており、一方スパータンバーグ郡に入っている部分はスパータンバーグ都市圏に入っている。さらに州内アップステート地域に入るグリーンビル・スパータンバーグ・アンダーソン広域都市圏にも含まれることになる。
グリアに隣接してグリーンビル・スパータンバーグ国際空港（空港コード: GSP）があり、グリーンビル、スパータンバーグ各市やアップステート地域に用に供している。市内に、北アメリカ最大のBMW組立工場がある。「グリーンビル・ニューズ」2005年6月の記事に拠れば、その工場は約9,000人の労働者を雇用し、さらに多くの協力企業をサウスカロライナ州に誘致して、12,000人以上の雇用を生み出した。グリアにはサウスカロライナ州内陸港インターモーダル設備があり、そこから鉄道でチャールストン港までコンテナを行き来させている。

## 地理
グリア市は北緯34度55分49秒 西経82度13分30秒 / 北緯34.93028度 西経82.22500度 (34.930304, −82.225052)に位置している。
アメリカ合衆国国勢調査局に拠れば、市域全面積は16.1平方マイル (41.8 km2)である。市内にロビンソン湖、アパラシェ湖、カニンガム湖と3つの湖がある。サウスタイガー川が市内を流れている。

## 歴史
グリアはマクレガー一族の出であるジェイムズ・マニング・グリアが設立した。その祖先はアイルランドを通ってスコットランドに遡ることができた。その子孫の多くが現在もこの地域に住んでいる。ジェイムズ・マニング・グリアは1764年にフォールズ号に乗ってチャールストンに到着したジョン・グリアの子孫だった。グリア家はダンカス・クリークの傍に入植し、それがグリア・ステーションとなった。
グリアという名前はグレガー一族、すなわちグレガーの息子であるマクレガーから来ているというのが、通常受け入れられている説である。綴りの"McGregor"と"MacGregor"に特に違いは無く、ゲールの名前を英語化したものである。
サウスカロライナ州アップステート地域の絵のように美しい丘陵部にあり、地域を猟場としたチェロキー族インディアンの時代から、1700年代に開拓者の家族が入植した時まで、さらに1850年代に鉄道が開通した時まで、特徴ある歴史があった。今日、グリアは小さな町の魅力と大都市の機会の組み合わせを持ち、国内や世界中から様々な企業や人々を惹きつけている。

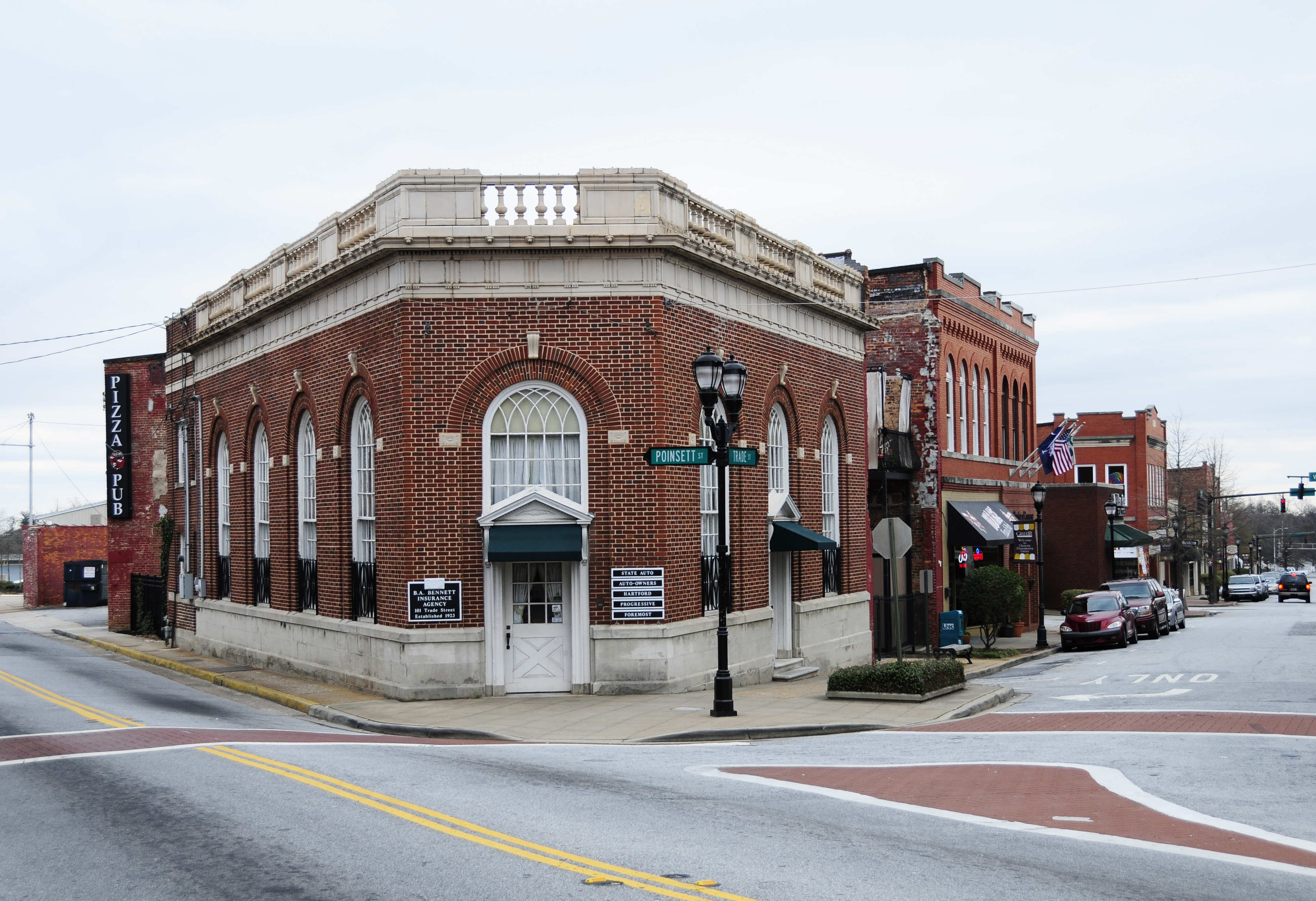
グリア中心街歴史地区

現在グリアと呼ばれている地域はかつて、アメリカ独立戦争以前に「チェロキー族の領土」の一部だった。1777年、地域はサウスカロライナ州に付加された。町の誕生に向けた開発は1873年、リッチモンド・アンド・ダンビル・エアライン鉄道（現在のノーフォーク・サザン鉄道）がジョージア州アトランタとノースカロライナ州シャーロットとの間に鉄道を建設したときに始まった。ジェイムズ・マニング・グリアが所有していた土地に駅が造られ、グリア駅と命名された。最初の郵便局が新しい駅であるグリアズ・デポにあった。この駅は美しい赤レンガのヴィクトリア様式の建物であり、スレートの屋根とキューポラがあった。現在のノーフォーク・サザン鉄道の傍、トレード通りとデポ通りの間にあり、ムーア通りに面していた。1976年資産税負担を軽減するために、時の所有者であるサザン鉄道システムが解体した。町は1876年に法人化され、グリアズの町と命名された。その100年後、町の名称は公式にグリア市と改訂された。
現在のグリア中心街に、商店、鍛冶屋、医院が設立された。1900年、グリアで最初の銀行であるバンク・オブ・グリアズが開店した。1914年、ピードモント・アンド・ノーザン鉄道がグリアを通る第2の鉄道を敷いた。鉄道2線が運行されて、グリアは商業にとって魅力ある場所になった。鉄道は地元農家にとっても事業の大きなチャンスであり、主に綿花や桃など土地の産品を州外にむけて出荷できていた。繊維製造業でも地域の中心となり、ビクター、フランクリン、アパラシェ、グリア・ミルズなど繁栄する工場があった。この工場周りに成長した町は、郊外の農業を中心とする部分と密接に繋がれた地域社会となった。
第二次世界大戦後、グリア市はその工業基盤を成長させ多様化させ始めた。新しい病院や高校が建設された。人々はスパータンバーグやグリーンビルからグリア中心街に買い物に来るようになった。1960年代初期、州間高速道路85号線が開通し、グリアをゴーストタウンにする可能性が生じたが、市民が協力して新しい産業を誘致した。
グリア市内にあるアメリカ合衆国国家歴史登録財に指定される建造物として、アーサー・バーンウェル邸、ダベンポート邸、ジルリースの工場、グリア・デポ、グリア中心街歴史地区、グリア郵便局、ルイ・ジェイムズ邸、R・ペリー・ターナー邸、ロバート・G・ターナー邸、アール・R・テイラー邸と桃箱詰め倉庫がある。

## 人口動態
以下は2000年の国勢調査による人口統計データである。
| 基礎データ - 人口: 16,843 人 - 世帯数: 6,714 世帯 - 家族数: 4,511 家族 - 人口密度: 403.2人/km2（1,044.5 人/mi2） - 住居数: 7,386 軒 - 住居密度: 176.8軒/km2（458.0 軒/mi2） 人種別人口構成 - 白人: 73.39% - アフリカン・アメリカン: 19.49% - ネイティブ・アメリカン: 0.22% - アジア人: 1.16% - 太平洋諸島系: 0.06% - その他の人種: 4.42% - 混血: 1.26% - ヒスパニック・ラテン系: 8.18%（2000年以来、ヒスパニック系移民が爆発的に増加している） 先祖による構成 - アメリカ人：21.6% - アイルランド系：9.5% - ドイツ系：8.8% - イギリス系：8.4% 言語による構成 - 英語：90.6% - スペイン語：8.5% | 年齢別人口構成 - 18歳未満: 24.8% - 18-24歳: 9.2% - 25-44歳: 33.4% - 45-64歳: 18.9% - 65歳以上: 13.6% - 年齢の中央値: 34歳 - 性比（女性100人あたり男性の人口） - 総人口: 90.6 - 18歳以上: 87.6 世帯と家族（対世帯数） - 18歳未満の子供がいる: 31.8% - 結婚・同居している夫婦: 47.1% - 未婚・離婚・死別女性が世帯主: 15.7% - 非家族世帯: 32.8% - 単身世帯: 27.9% - 65歳以上の老人1人暮らし: 12.1% - 平均構成人数 - 世帯: 2.47人 - 家族: 2.99人 | 収入と家計 - 収入の中央値 - 世帯: 33,140米ドル - 家族: 41,864米ドル - 性別 - 男性: 33,147米ドル - 女性: 23,566米ドル - 人口1人あたり収入: 17,546米ドル - 貧困線以下 - 対人口: 15.8% - 対家族数: 12.2% - 18歳未満: 19.5% - 65歳以上: 15.1% |

## レクリエーション
グリア市はレクリエーション・スポーツの催しが盛んである。グリア・レクリエーションでは多くのスポーツの機会がある。市が主張する最良の成果の1つは2007年9月から10月に開催したリトルリーグ・ソフトボールの州選手権である。
2010年夏、ブルーリッジ中学校とグリア中学校の11歳から12歳の混成リトルリーグ・ソフトボールチームが、ジョージア州ワーナーロビンスで開催されて地域選手権に進出したが、最初の2試合に敗北して、失格となった。
グリアの市立スタジアムは、1938年に公共事業促進局が建設したものである。観客席は3,000席である。年間を通じて、リトルリーグ、学生対校、アメリカン・リージョン・ワールドシリーズ、セミプロのスポーツを開催しており、1997年に大きな改修を行った。
2012年、グリア市は、元の州軍武器庫であるキャノン・センターを改修して、バスケットボール場にした。この施設は元々1936年に建設された。
市のレクリエーション部はサウスカロライナ州レクリエーションと公園の機関で年間賞を受賞した。これは2005年以来2回目となった。2009年にはサウスカロライナ州レクリエーションと公園運動機関年間賞も受賞した。

## 交通

### 空港
グリアから空路を利用する場合はグリーンビル・スパータンバーグ国際空港ロジャー・ミリケン飛行場を使っており、ここを2012年には170万人以上の旅客が利用した。この空港はグリア近くにある商業用クラスCの空港であり、グリーンビル市とスパータンバーグ市の中間にある。航空会社は、アレジエント航空、アメリカン航空、デルタ航空、サウスウェスト航空、ユナイテッド航空が就航している。フェデックス・エクスプレスとUPS航空が定時貨物便を運航している。一般用途空港として、ドナルドソン・センター空港、グリーンビル・ダウンタウン空港、スパータンバーグ・ダウンタウン記念空港が全て20マイル (32 km) 以内にある。

### 鉄道
グリアには全国的な旅客鉄道体系であるアムトラックが通っており、グリーンビル、スパータンバーグ両市にも停車する。コンテナを取り扱うサウスカロライナ州内陸港もある。この港にはノーフォーク・サザン鉄道が通っており、グリアとチャールストン港とを繋いでいる。

## 自動車専用道
市内を通る州間高速道路85号線は、バージニア州ピーターズバーグで95号線として始まり、アラバマ州モンゴメリーで65号線として終わる。他に185号線と385号線も市内を通っている。185号線はその全体がグリーンビル市内にあるが、85号線に接続している。385号線はグリーンビルに発し、85号線と接続している。アメリカ国道29号線もグリア市内を通っている。サウスカロライナ州道14号線と同290号線も市内を通っている。

## 著名な出身者
- DMX、ラッパー、本名はアール・シモンズ、プラチナ・レコードを多数出した。